# Asperula borbasiana
Aspérula borbasiána  (лат.) — вид двудольных растений рода Ясменник (Asperula) семейства Мареновые (Rubiaceae). Впервые описан ботаником Богданом Корицей в ранге подвида Asperula woloszczakii subsp. borbasiana Koricabasionym, впоследствии переведён им же в ранг самостоятельного вида.

## Распространение
Эндемик Хорватии, известный с юго-восточной части острова Крк.

## Ботаническое описание
Гемикриптофит.
Венчик цветка с длинной трубкой.
Число хромосом — 2n=40, тетраплоид.

## Природоохранная ситуация
Находится под угрозой исчезновения (статус «CR»).
Является строго охраняемым растением, сбор которого в Хорватии запрещён.